# Chińskie filmy zgłoszone do rywalizacji o Oscara w kategorii filmu nieanglojęzycznego
Lista chińskich kandydatów do Oscara za najlepszy nieangielskojęzyczny film - rząd ChRL powołuje corocznie komitet wybierający spośród wszystkich wyprodukowanych w danym roku filmów kandydata do Nagrody Akademii Filmowej za najlepszy film nieanglojęzyczny.

## Lista filmów
| Rok (ceremonia) | Polski tytuł                  | Angielski tytuł                     | Chiński tytuł    | Reżyser           | Wynik          |
| --------------- | ----------------------------- | ----------------------------------- | ---------------- | ----------------- | -------------- |
| 1979 (52.)      |                               | Effendi                             | 阿凡提           | Lang Xiao         | Brak nominacji |
| 1983 (56.)      | Wspomnienia ze starego Pekinu | My Memories of Old Beijing          | 城南旧事         | Wu Yigong         | Brak nominacji |
| 1984 (57.)      |                               | Life                                | 人生             | Wu Tianming       | Brak nominacji |
| 1986 (59.)      |                               | Sun Yat Sen                         | 陵中山           | Ding Yinnan       | Brak nominacji |
| 1987 (60.)      | Miasteczko Hibiskus           | Hibiscus Town                       | 芙蓉镇           | Xie Jin           | Brak nominacji |
| 1988 (61.)      | Czerwone sorgo                | Red Sorghum                         | 红高粱           | Zhang Yimou       | Brak nominacji |
| 1989 (62.)      |                               | The Birth of New China              | 开国大典         | Li Qiankuan       | Brak nominacji |
| 1990 (63.)      | Ju Dou                        | Ju Dou                              | 菊豆             | Zhang Yimou       | Nominacja      |
| 1991 (64.)      |                               | New Year’s Day                      | 过年             | Huang Jianzhong   | Brak nominacji |
| 1992 (65.)      | Historia Qiu Ju               | The Story of Qiu Ju                 | 秋菊打官司       | Zhang Yimou       | Brak nominacji |
| 1993 (66.)      |                               | Country Teachers                    | 凤凰琴           | He Qun            | Brak nominacji |
| 1995 (68.)      |                               | Red Cherry                          | 红樱桃           | Ye Daying         | Brak nominacji |
| 1998 (71.)      |                               | Genghis Khan                        | 一代天骄成吉思汗 | Sai Fu & Mai Lisi | Brak nominacji |
| 1999 (72.)      |                               | Lover's Grief over the Yellow River | 黄河绝恋         | Feng Xiaoning     | Brak nominacji |
| 2000 (73.)      |                               | Breaking the Silence                | 漂亮妈妈         | Sun Zhou          | Brak nominacji |
| 2002 (75.)      | Hero                          | Hero                                | 英雄             | Zhang Yimou       | Nominacja      |
| 2003 (76.)      | Wojownicy nieba i ziemi       | Warriors of Heaven and Earth        | 天地英雄         | He Ping           | Brak nominacji |
| 2004 (77.)      | Dom latających sztyletów      | House of Flying Daggers             | 十面埋伏         | Zhang Yimou       | Brak nominacji |
| 2005: (78.)     | Przysięga                     | The Promise                         | 无极             | Chen Kaige        | Brak nominacji |
| 2006 (79.)      | Cesarzowa                     | Curse of the Golden Flower          | 满城尽带黄金甲   | Zhang Yimou       | Brak nominacji |
| 2007 (80.)      | Węzeł                         | The Knot                            | 云水谣           | Yin Li            | Brak nominacji |
| 2008 (81.)      |                               | Dream Weavers                       | 筑梦             | Yu Gun            | Brak nominacji |
| 2009 (82.)      | Zniewoleni na wieczność       | Forever Enthralled                  | 梅兰芳           | Chen Kaige        | Brak nominacji |
| 2010 (83.)      | Aftershock. Miasto chaosu     | Aftershock                          | 唐山大地震       | Feng Xiaogang     | Brak nominacji |
| 2011 (84.)      | Kwiaty wojny                  | The Flowers of War                  | 金陵十三釵       | Zhang Yimou       | Brak nominacji |
| 2012 (85.)      |                               | Caught in the Web                   | 搜索             | Chen Kaige        | Brak nominacji |
| 2013 (86.)      |                               | Back to 1942                        | 一九四二         | Feng Xiaogang     | Brak nominacji |
| 2014 (87.)      | Słowik                        | The Nightingale                     | 夜莺             | Philippe Muyl     | Brak nominacji |
| 2015 (88.)      |                               | Go Away Mr. Tumor                   | 滚蛋吧！肿瘤君   | Han Yan           | Brak nominacji |